# Cañuelas FC
Cañuelas Fútbol Club – argentyński klub piłkarski z siedzibą w mieście Cañuelas leżącym w prowincji Buenos Aires.

## Osiągnięcia
- Mistrz piątej ligi argentyńskiej Primera D Metropolitana: 1994 Clausura
- Mistrz czwartej ligi argentyńskiej Primera C Metropolitana: 2000 Apertura

## Historia
Klub założony został 1 stycznia 1911 roku i gra obecnie w czwartej lidze argentyńskiej Primera C Metropolitana.